# B.J. Crosby
Pour les articles homonymes, voir Crosby.
B.J. Crosby, née le 23 novembre 1952 à La Nouvelle-Orléans et morte dans la même ville le 27 mars 2015, est une vocaliste de jazz, chanteuse et actrice américaine. Un Tony Award de la meilleure actrice de second rôle dans une comédie musicale lui est décerné en 1995 pour avoir incarné plusieurs personnages dans la comédie musicale Smokey Joe's Cafe,. Le spectacle inclut des solos où elle interprète les titres Hound Dog and Fools Fall in Love.

## Biographie
Née Joanne Crayton à La Nouvelle-Orléans, elle se produit sur scène sous les noms de B.J. Crosby et de Lady BJ. Elle commence sa carrière musicale en chantant dans des chœurs d'église et des théâtres locaux au cours des décennies 1970 et 1980. Elle est la chanteuse vedette du groupe de jazz et de R&B Spectrum à la fin des années 1970. Elle poursuit sa carrière d'actrice et de chanteuse en Californie à partir de 1987 et s'établit à Los Angeles. En 1995, elle déménage à New York, où elle se produit à Broadway dans la comédie musicale Smokey Joe's Cafe et y interprète divers personnages. Elle apparaît sur l'album officiel du spectacle, qui remporte un Grammy Award. Elle participe à une tournée nationale du drame musical Dreamgirls en interprétant le personnage d'Effie.
À la suite du succès de Smokey Joe's Cafe, B.J. Crosby interprète deux nouveaux rôles à Broadway. Elle joue Mama Morton dans une reprise de la comédie musicale Chicago en 1996, puis de Ma Reed dans One Mo' Time en 2002.
Ses apparitions sur le petit écran incluent les séries télévisées New York, police judiciaire, Dingue de toi, The Cosby Show, Ally McBeal et La Vie de famille. Elle y apparaît notamment en tant qu'invitée.
Parmi ses enregistrements, se trouvent The New Orleans Music, avec le pianiste Ellis Marsalis, pour Rounder Records et Best of Your Heart, un album solo.
Revenue à La Nouvelle-Orléans en 2007, elle est victime d'un accident vasculaire cérébral l'année suivante qui l'oblige à interrompre sa carrière de chanteuse et l'empêche de participer à la réunion des membres du casting original de la comédie musicale Smokey Joe's Cafe, organisée au cabaret-restaurant new-yorkais Feinstein's/54 Below en 2014. Hospitalisée au Tulane Medical Center de La Nouvelle-Orléans, elle y meurt le 27 mars 2015, à 62 ans, de complications liées au diabète et aux suites de son accident vasculaire cérébral.

## Distinction
En 1995, lors de la 49e cérémonie des Tony Awards au Minskoff Theatre de Broadway, B.J. Crosby reçoit un Tony Award de la meilleure actrice de second rôle dans une comédie musicale pour sa performance dans le spectacle Smokey Joe's Cafe.